# オイデスミン酸
オイデスミン酸(Eudesmic acid)は、O-メチル化されたトリヒドロキシ安息香酸である。ユーカリ属に含まれる。